# Suite 光之美少女♪
《Suite 光之美少女♪》（日语：スイートプリキュア♪）是由東堂泉所製作的魔法少女動畫作品，「光之美少女系列」的第八輯，屬第六代光之美少女。於2011年2月6日開始於朝日電視系播出。台灣東森幼幼台在2013年9月20日播出；香港翡翠台在2014年7月9日播出，此外從本作開始所播映的《光之美少女系列》均以粵日雙語播出（不論首播及重播）。同時也是翡翠台開台以來首套在下午兒童時段首播且設有下集預告的動畫。

## 故事簡介
「北條響」和「南野奏」，兩人居住在充滿音樂風情的城市「加音町」，從小一起長大，但是升上國中之後越來越合不來，幾乎每次見面都會吵架，只有「音樂」可以讓兩人放下爭吵，相連一心。
某日，兩人在舊歌劇院不期而遇，還遇到來自音樂王國「大調島」來的精靈「哈咪（Hummy）」！為了阻止敵人「小調島」將傳說樂譜中的「幸福的旋律」變為「不幸的旋律」，兩人覺醒了「高音譜記號」的力量，變身為「傳說中的戰士」光之美少女。
兩人的正義之心合而為一，在哈咪的協助下，開始尋找飛散到人類世界的神奇音符，和小調島的敵人展開音符爭奪戰！

## 登場人物

### 光之美少女（Precure）
北條響／旋律天使（Hojo Hibiki／Cure Melody）
配音：小清水亞美（日本）；楊凱凱（動畫版、DX3、ALL STARS F）、雷碧文（台灣）；劉惠雲（TVB）、王夢華（ViuTV）、（All STARS F）（香港）
形象顏色：  粉红色
就讀私立亞莉亞學園國中部二年A班，擅長體育、性格開朗又愛吃的少女，遊走於各個體育社團。討厭迂迴複雜的事情，正義感比別人強烈，但常與青梅竹馬的南野奏吵架，雖然吵完後馬上就會後悔。愛吃甜食，尤其是南野家做的蛋糕，小琴所製作的點心是她的最愛，不管蛋糕模樣數量大小都能全部吃光，即使惹小琴生氣還是會偷吃。由於是雙薪家庭的獨生女，所以其實很怕寂寞，與小琴相處時常會忍不住耍任性跟撒嬌。雖然出身於音樂世家，但覺得自己沒有音樂的才能，並對曾教導自己音樂的父親抱有成見，後來逐漸敞開心扉。
為了戰勝賽蓮，奪回充滿回憶的重要黑膠唱片而覺醒潛能，與一同變身為光之美少女，開始協助哈咪收集音符。
口頭禪是「不在此做個了結，就枉費身為女人！」。
變身咒語為「Let's Play！美樂天使 變身（Let's Play！Precure Modulation！）」。
變身口號為「指尖彈奏的是熱情的曲調！旋律天使（Cure Melody）！」。
團體口號為「聆聽我們的組曲吧！光之美少女 美樂天使！」。
戰鬥台詞是「絕對無法饒恕！」。
必殺技
光之美少女 音樂圓舞曲（Precure Music Rondo）
第6話登場，使用「奇蹟指揮棒」的技能。將咪利放入武器一端後畫出橘色光環，套住敵人，揮動指揮棒說「三拍子 1･2･3･最後樂章！」後爆發。曾在電影作品DX3中提早公開。
光之美少女 奇蹟疾音（Precure Miracle Heart Arpeggio）
第12話登場，將朵利、咪利各放入「奇蹟指揮棒」兩端，並拆解為兩支。用雙手畫出橙色心型火光，套住敵人，揮動指揮棒說「三拍子 1･2･3･最後樂章！」後爆發。
「Arpeggio」為義大利語的「琶音」之意。
特殊型態
旋律天使 漸強音調型態（Crescendo Cure Melody）
在劇場版電影 Suite 光之美少女♪ 奪取回來！連結心中的奇蹟旋律♪中出現。
最終回與噪音決戰時和其他三位光之美少女一同再次變身為此型態。
南野奏／節奏天使（Minamino Kanade／Cure Rhythm）
配音：折笠富美子（日本）；林沛笭（台灣）；陳皓宜（香港）
形象顏色：  白色
私立亞莉亞學園中學部，北條響的青梅竹馬及同班同學。成績優異、樣貌標致，而且擅長做甜品，受到師長的尊敬與同學的歡迎。中學以來一直和與小音吵架，實際上非常希望修復兩人之間的友情，對待小音的態度就如同稍微年長的姐姐，嚴厲而溫柔。看起來很老實，不過也有不對事情妥協的頑固面。對樂隊隊長王子有好感，家裡經營糕餅店，非常尊敬身為甜點師的父親，將來的夢想是繼承家業成為甜點師。非常喜歡貓，尤其是個「肉球控」。
為了戰勝賽蓮，奪回充滿回憶的重要黑膠唱片而覺醒潛能，與一同變身為光之美少女，開始協助哈咪收集音符。
口頭禪是「讓你見識見識充滿幹勁的蛋糕食譜吧！」。
變身咒語為「Let's Play！美樂天使 變身（Let's Play！Precure Modulation！）」。
變身口號為「指尖彈奏的是柔和的曲調！節奏天使（Cure Rhythm）！」。
團體口號為「聆聽我們的組曲吧！光之美少女 美樂天使！」 。
戰鬥台詞是「絕對無法饒恕！」。
必殺技
光之美少女 音樂圓舞曲（Precure Music Rondo）
第9話登場，使用「幻想指揮棒」的技能。將法利放入武器一端後畫出黃色光環，套住敵人，揮動指揮棒說「三拍子 1･2･3･最後樂章！」後爆發。曾在電影作品DX3中提早公開。
光之美少女 幻想漫奏（Precure Fantastic Piacere）
第12話登場，將瑞利、法利各放入「幻想指揮棒」兩端，並拆解為兩支。用雙手畫出金色心型火光，飛向並套住敵人，揮動指揮棒說「三拍子 1･2･3･最後樂章！」後爆發。
「Piacere」為義大利語的「愉快」之意，用於音樂上時通常指的是「任意彈奏」。
賽蓮／黑川艾蓮／節拍天使（Siren／Kurokawa Ellen／Cure Beat）
配音：豐口惠（日本）；劉如蘋（台灣）；（香港）
形象顏色：  藍色
來自音樂王國「大調島」，任職「小調島」的主唱妖精歌姬，外型為黑貓，哈咪的兒時玩伴。去年以前一直是「大調島」的主唱，今年為同伴哈咪獲選，因此心中產生黑暗而投靠梅菲斯特，成為他的忠實部下。常說朋友不能相信之類的話，實際上常因友情而產生動搖，但數度接受了梅菲斯特的洗腦而隱蔽對哈咪的感情。雖然主要是單方面和哈咪吵架，但跟哈咪的關係就像是小音與小琴之間的關係。弱點是會怕妖怪、寄居蟹等物體。王子正宗對艾蓮有好感，兩人有過數次接觸，但艾蓮無意。
原先配戴的項鍊具有變身能力，平時人類的姿態為「黑川艾蓮」。戰鬥時可使用音符來攻擊。第21話被哈咪的深情打動，覺醒潛能變身為光之美少女，但項鍊也因此破碎，只能維持人的型態「艾蓮」，失去任意變身的能力。之後被音吉收留在曲調之館，並於下學期轉入北條響與南野奏的班級。
賽蓮這個名字來源於希腊神话中的同名海妖。
繼《Yes! 光之美少女5GoGo!》的米露／美美野胡桃後第二位由精靈變身的光之美少女，亦是繼《FRESH光之美少女！》伊絲之後第二名由敵人轉變來的光之美少女，也是第二位來自異世界變身的光之美少女。
口頭禪是「我心中的節拍停不下來了！」。
變身咒語為「Let's Play！美樂天使 變身（Let's Play！Precure Modulation！）」。
變身口號為「指尖彈奏的是心靈的曲調！節拍天使（Cure Beat）！」。
團體口號為「聆聽我們的組曲吧！光之美少女 美樂天使！」。
戰鬥台詞是「絕對無法饒恕！」。
必殺技
光之美少女 心靈搖滾曲（Precure Heartful Beat Rock）
於第22話登場，使用「愛心吉他」的技能，與「音樂圓舞曲」使用方式相似。將索利放入吉他，轉為「靈魂魔杖（Soul Rod）」模式，畫出綠色光環，套住敵人，揮動吉他說「三拍子 1･2･3･最後樂章！」後爆發。
一般技
節拍護盾（Beat Barrier）
將拉利放入「愛心吉他」後，形成靛色結界防禦敵人。
節拍音箭（Beat Sonic）
將拉利放入「愛心吉他」後，彈出大量的淡紫色音符攻擊敵人。
調邊亞子／謬思天使（Shirabe Ako／Cure Muse）
配音：大久保瑠美（日本）；蘇肇樺（台灣）；詹健兒（香港）
形象顏色：  黄色
就讀市立加音小學三年級，9歲，奏太的同學。性格冷淡，對年長者也能說教。
第11話開始以全身黑色衣著、斗篷上印有妖精的心形圖案的蒙面姿態拯救危機中的小音與小琴，隱瞞身分，完全不說話，由多多利代為發言，能夠召喚彩色琴鍵困住敵人。雖然身為光之美少女，但聲稱並非兩人的同伴，時機到來前不屬於任一方。
第35話時為阻止失控的梅菲斯特而公開身分，事後在曲調之館向小音和小琴坦白自己是愛芙羅黛蒂與梅菲斯特的女兒，即大調島的公主。在父親失蹤後為查明真相，寄住在加音町的外祖父家。回憶中其光之美少女的潛能於第1話時因得知「傳說中的樂譜」音符飛散而喚醒。
是歷代光之美少女中年紀最小的。
為光之美少女系列首位身分為公主以及小學生身份的光之美少女。
由於本作的作畫設計，原形可能為怪談餐館的同名主角。
缪斯這個名字為希腊神话中主司艺术與科学的九位古老文艺女神的總稱。
變身咒語為「Let's Play！美樂天使 變身（Let's Play！Precure Modulation！）」。
變身口號為「指尖彈奏的是女神的曲調！謬思天使（Cure Muse）！」。
團體口號為「聆聽我們的組曲吧！光之美少女 美樂天使！」。
戰鬥台詞是「絕對無法饒恕！」。
必殺技
光之美少女 閃爍洗禮（Precure Sparkling Shower）
於37話登場，使用變身器「變身魔笛」進行攻擊的技能。將席利放入變身器後畫出藍色光環，變為閃爍的黃色八分音符形狀泡沫包圍敵人，揮動變身魔笛說「三拍子 1･2･3･最後樂章！」後爆發。
一般技
光之美少女 亮晶晶光環（Precure Shining Circle）
於37話登場，將席利放入「變身魔笛」後吹奏出「閃耀的旋律」（Shining Melody），複製出四個自己並連成五芒星，藉以封鎖敵人。
- 合體一般技

光之美少女 組曲合音飛踢（Precure Suite Harmony Kick）
光之美少女 和音射擊（Precure Harmony Shot）
兩人手牽著手，雙手散發出粉紅色的光芒，釋放出蝴蝶形狀的光線，用雙手來推向敵人，能夠暫時定住敵人，並產生小型爆炸。 　
- 合體必殺技

光之美少女 熱情和音（Precure Passionate Harmony）
兩人以上時使用，彼此握住一隻手向前舉，手掌前的高音譜記號高速旋轉釋放出金黃光芒，衝向敵方、淨化音符，電影版會加上尾語「Crescendo（克雷仙多）」。
光之美少女 音樂圓舞曲 超級四重奏（Precure Music Rondo Super Quartet）
於第16話後拆解「幻想指揮棒」與「奇蹟指揮棒」，交錯合併使用的必殺技。同時釋放四色光環，加上彼此握住一隻手，釋放合聲的高音譜記號，化為第五個光環，放射為五線光束衝過敵方，兩人一起揮動指揮棒說「預備、最後樂章！」後爆發。
光之美少女 組曲大合奏（Precure Suite Session Ensemble）
於第31話後使用「治癒音樂盒」（Healing Chest）的招式。三位光之美少女與克雷仙多合體，化為金色火焰貫穿敵人，最後以「最後樂章！」結束。
光之美少女 組曲大合奏 克雷仙多（Precure Suite Session Ensemble Crescendo）
為「光之美少女 組曲大合奏」加上謬思天使後的力量升級版。
光之美少女 克雷仙多組曲大合奏 最後樂章（Precure Suite Session Ensemble Crescendo Finale）
與噪音的決戰中，四位光之美少女變身為「漸強音調型態（Crescendo Mode）」後使用的「光之美少女 漸強組曲大合奏」的力量升級版。

### 大調島（Major Land）
傳說中創造一切音樂的王國，到處充滿「幸福的旋律」。
名字則是源自於大調音樂通常表現的特點是高昂、歡樂等較為激烈的曲風。

#### 皇室
愛芙羅黛蒂（Aphrodite）
配音：日高範子（日本）；林沛笭（台灣）；陸惠玲（香港）
「大調島」的女王，每年都會選出一名歌姬獻唱「傳說中的樂譜」所寫的「幸福的旋律」，來維持世界和平。
劇場版中一度遭到咆哮控制，後來在丈夫梅菲斯特的呼喚下恢復清醒。
其名字為希腊神话中的愛與美之女神。
調邊亞子（Shirabe Ako）
#光之美少女（Precure）参照。
梅菲斯特（Mephisto）
配音：堀內賢雄（日本）；李景唐（台灣）；葉振聲（香港）
「小調島」的國王。個性易怒、孩子氣，愛吃棒棒糖。
擁有施展耳塞催眠術及活化物體的能力，於第26話時以催眠術提升「小調三重唱」的能力。此外，可以拔下一撮鬍鬚並將之變成一群聽命於他的人形士兵。
事實上，本身也是催眠耳塞的受害者，原本是「大調島」的駙馬，是愛芙羅黛蒂的丈夫和調邊亞子的父親，不知為何失蹤並創建「小調島」。據梅菲斯特印象是尋找「治癒音樂盒」途中，在魔響之森被邪惡力量攻擊，操縱心靈。第36集時被亞子淨化，解除催眠，變回深愛家人的好丈夫兼好爸爸。
其名字為出現於德国作家约翰·沃尔夫冈·冯·歌德的悲劇《浮士德》劇中的惡魔。
調邊 音吉（Shirabe Otokichi）
配音：園部啟一（日本）；陳彥鈞（台灣）；張炳強（香港）
加音町的調音師，創鎮者的後代，年事已高，被主角們稱呼為音吉先生。經常維修曲調之館內的管風琴。老是在鎮上的音樂活動神出鬼沒。
36集提到他是愛芙羅黛蒂的親生父親，上一代的大調島國王，一直在人間監視著孫女亞子、光之美少女們與敵方的行動，於多年前封印噪音。

#### 精靈
哈咪（Hummy）
配音：三石琴乃（聲）、REMI（歌）（日本）；蘇肇樺（台灣）；羅孔柔（香港）
形象顏色：  粉红色
來自音樂王國「大調島」，為今年「幸福的旋律」的主唱妖精歌姬，外型為白貓，語尾習慣加上「～喵（～ニャ）」。為了收集飛散到人間的「傳說中的樂譜」裡的音符，而尋找有著高音譜記號力量的「傳說中的戰士」光之美少女。在光之美少女們淨化負音調後，可以拍手淨化音符，並將音符收進任一音調精靈體內。平時偽裝成北條家的家貓，擁有特別的嗅覺，對音符尤其敏感。心形肉球的觸感非常突出。
非常喜歡兒時玩伴的賽蓮，認為她是重要的摯友。即使賽蓮成為敵人仍一直相信著她，完全沒把賽蓮當敵人看待，也因此常被賽蓮欺騙使光之美少女陷入不利的情況。
音調精靈（Fairy Tone）
配音：工藤真由（日本）；楊凱凱、林沛笭、劉如蘋、蘇肇樺（台灣）；凌晞、何寶珊、何晶晶、廖杏茵、李潤知、葉曉欣、吳羨婷、羅杏芝→黃昕瑜（香港）
哈咪的隨行精靈。按照音階的命名，從對應Do的「朵利（Dolly）」至對應Si的「席利（Silly）」共7隻（後期再加上對應Do'的「多多利（Dodolly）」共8隻），主要被用來收容音符，在關鍵時能發揮各種特殊能力，平時亦可與變身器結合為陶笛，吹奏音樂。名稱為音樂唱名的改寫，而Crescendo則為義大利語的「漸強」之意。
朵利（Dory）
形象顏色：  粉红色
桃色的音調精靈。語尾習慣加上「～朵朵（～ドド）」。
主要配合北條音進行變身或施展奇蹟指揮棒的必殺技。
可以吹奏出「夢想的旋律」（Dream Melody）。
瑞利（Rery）
形象顏色：  白色
白色的音調精靈。語尾習慣加上「～瑞瑞（～レレ）」。
主要配合南野琴進行變身或施展幻想指揮棒的必殺技。
可以吹奏出「傳奇的旋律」（Legend Melody）。
咪利（Miry）
形象顏色：  橙色
橘色的音調精靈。語尾習慣加上「～咪咪（～ミミ）」。
主要配合北條音的奇蹟指揮棒施展必殺技。
可以吹奏出「奇蹟的旋律」（Miracle Melody）。
法利（Fary）
形象顏色：  黄色
黃色的音調精靈。語尾習慣加上「～法法（～ファファ）」。
主要配合南野琴的幻想指揮棒施展必殺技。
可以吹奏出「幻想的旋律」（Fantastic Melody）。
索利（Sory）
形象顏色：  綠色
淺綠色的音調精靈。語尾習慣加上「～索索（～ソソ）」。
主要配合黑川艾蓮的愛心吉他施展必殺技。
可以吹奏出「深情的旋律」（Soulful Melody）。
拉利（Lary）
形象顏色：  水色
天藍色的音調精靈。語尾習慣加上「～拉拉（～ララ）」。
主要配合黑川艾蓮進行變身或施展愛心吉他的一般技。
可以吹奏出「有愛的旋律」（Lovely Melody）。
席利（Siry）
形象顏色：  藍色
寶藍色的音調精靈。語尾習慣加上「～席席（～シシ）」。
主要配合調邊亞子的變身魔笛施展必殺技及一般技。
可以吹奏出「閃耀的旋律」（Shining Melody）。
多多利（Dodory）
形象顏色：  紫色
紫色的音調精靈。語尾習慣加上「～多多（～ドド）」。
主要配合調邊亞子進行變身，是唯一無法配合施展必殺技及一般技的音調精靈。
可以吹奏出「卓越的夢想旋律」（Dream Excellent Melody）。
克雷仙多（Crescendo Tone）：
配音：西原久美子（日本）；楊凱凱（台灣）；黃瑩瑩（香港）
形象顏色：  金色
金色的巨大音調精靈，是所有音樂的源頭，負責守護大調島的「治癒音樂盒」，曾跟「治癒音樂盒」一起被噪音封印在魔響之森。
在光之美少女與噪音的決戰中，因原本的克雷仙多被石化封印，所以由8隻音調精靈融合成新的克雷仙多，代為輔助光之美少女們的戰鬥。
決戰結束後，隨著克雷仙多解除封印，音調精靈們也恢復原狀。

### 小調島（Minor Land）
充滿悲傷樂曲的邪惡國度，企圖將「幸福的旋律」改寫成「不幸的旋律」，使世界陷入悲傷。
在故事後期揭露，實際上小調島完全是由「噪音」一手製造出來的，組織裡從上到下的所有成員只不過是被其洗腦操縱心靈的傀儡而已。
名字則是源自於小調音樂通常表現的特點是比較陰鬱、憂傷和婉約的曲風。

#### 黑幕
噪音（Noise）／小P（P-chan）
配音：中尾隆聖（日本）；李景唐（台灣）；潘文柏（香港）
一切不幸旋律集結而生的生命體，外形像一隻烏黑小鳥，企圖消滅世上所有幸福的旋律，發出的音律足以讓人心變得險惡，四處散播催眠的耳塞。過去曾進攻大調島，遭到音吉封印。
自行解除封印墜落人間後，被不知情的亞子撿回家療傷。經常暗中奪取妖精們的音符，在企圖殺害音吉時身分曝光。在大調島吞噬了「小調三重唱」而變成鳥人的型態。最後被淨化變成純白小鳥，成了亞子的寵物。
後來在STMM中被索希爾的魔力以最終型態復活，與Happiness Charge 光之美少女及奇蹟天使戰鬥，最後自爆。

#### 高層
梅菲斯特（Mephisto）
#大調島（Major Land）参照。
賽蓮（Siren）
光之美少女（Precure）／賽蓮／黑川艾蓮／節拍天使参照。

#### 小調三重唱（，Trio the Minor）
「小調島」的幹部，起初做為賽蓮的手下行動，賽蓮離開後三人經常爭奪領隊位置。
真實身分是「大調三騎士」，因為被梅菲斯特打敗而遭到洗腦。
巴斯多拉（Bass Drum）
配音：斧篤志（日本）；陳彥鈞（台灣）；張錦江（香港）
體型肥大，對賽蓮作為領隊頗有不滿，意圖排除她。在賽蓮離開前後擔任領隊。
其名字為英語的「貝斯鼓」之意，呼應了其小調三重唱低音部的身份。
巴利頓（Baritone）
配音：大林洋平（日本）；李景唐（台灣）；張方正、陳灝瑋（代配）（香港）
樣貌美型，計策多端，第26話後擔任領隊。
其名字為英語的「男中音」之意，呼應了其小調三重唱中音部的身份。
法爾賽特（Falsetto）
配音：奈良徹（日本）；陳彥鈞（台灣）；陳卓智、黃積權（代配）（香港）
性格愚昧，常受賽蓮欺壓。第36話後，自稱為噪音的直屬部下，取代離開的梅菲斯特成為首領，並將巴斯多拉和巴利頓變成怪物般的外表。
其名字為義大利語的「假聲」之意，呼應了其小調三重唱高音部的身份。
- 合體必殺技

三重小調曲爆彈（Triple Minor Bomber）
小調三重唱三人在合體時產生突擊的必殺技，如同轟炸機可垂直與降落方式攻擊對手。

#### 怪物
負音調（Negatone）
配音：大林洋平（日本）；張裕東、張錦江（代配）、葉振聲（代配）、胡家豪（代配）（香港）
小調島所使用的刺客物質。原形為附著在物體上的旋律音符，由賽蓮與「小調三重唱」等幹部以變調之聲感染，釋放出陰黑光能包圍物體並改變其形態。
有可以令周圍的人變得傷心的發聲能力。被光之美少女淨化後不會恢復原樣，需要哈咪淨化音符並取走之後才會真正消滅。
被變調之聲感染的音符會變化成具有雙手雙腳的巨大白色鳥骨，鳥骨會作為被他包覆的物體的軀幹以形成負音調。在26話開始「小調三重唱」被梅菲斯特以催眠耳機強化能力後，召喚出的負音調的鳥骨變成漆黑色，戰鬥力比白色鳥骨時期更為強大。而作為負音調的根本素材的音符，就算被淨化了，還是能夠重複感染變成負音調。
名字源自於英語「Negative（負向）」與「Tone（音調）」的合體字。
| 集數  | 附著物體                       | 召喚對象      |
| ----- | ------------------------------ | ------------- |
| 1-2   | 唱片                           | 賽蓮          |
| 3     | 大提琴                         | 賽蓮          |
| 4     | 蛋糕                           | 賽蓮          |
| 5     | 水母                           | 賽蓮          |
| 5     | 相機                           | 賽蓮          |
| 6     | 紙杯蛋糕盒                     | 賽蓮          |
| 7     | 音吉造型的玩具娃娃             | 賽蓮          |
| 8     | 髮帶                           | 賽蓮          |
| 9     | 奏的夢魘                       | 賽蓮          |
| 9     | 櫻花花瓣                       | 賽蓮          |
| 10    | 泥偶大猩猩x2                   | 巴斯多拉      |
| 11    | 鈸x2                           | 巴斯多拉      |
| 12    | 藍色車子                       | 巴斯多拉      |
| 13    | 樂譜                           | 賽蓮          |
| 14    | 海藻                           | 賽蓮          |
| 15    | 勺子                           | 賽蓮          |
| 16    | 節拍器                         | 賽蓮          |
| 17    | 手柄                           | 賽蓮          |
| 18    | 石門                           | 賽蓮          |
| 19    | 門                             | 賽蓮          |
| 20    | 罐子                           | 巴斯多拉      |
| 21    | 鐘塔                           | 梅菲斯特      |
| 22    | 樹                             | 巴斯多拉      |
| 23    | 小貓娃娃                       | 巴斯多拉      |
| 24    | 沙子哈米                       | 巴斯多拉      |
| 25    | 傘                             | 巴斯多拉      |
| 26    | 電風扇                         | 巴利頓        |
| 27    | 廣播電台                       | 巴利頓        |
| 28    | 急救箱                         | 巴斯多拉      |
| 30    | 音的測驗                       | 巴斯多拉      |
| 31    | 壓路機                         | 巴斯多拉      |
| 32    | 兔娃娃                         | 巴斯多拉      |
| 33    | 小號雕像                       | 巴斯多拉      |
| 34    | 合併樂器（吉他、長笛、小提琴） | 梅菲斯特      |
| 35-36 | 音樂木偶樂隊                   | 梅菲斯特      |
| 35-36 | 梅菲斯特                       | 梅菲斯特/噪音 |
| 37    | 南瓜燈                         | 法爾賽特      |
| 38    | 亞子的音樂盒                   | 法爾賽特      |
| 39    | 足球                           | 法爾賽特      |
| 40    | 鋼琴                           | 法爾賽特      |
| 41    | (一堆)法利娃娃+法利            | 法爾賽特      |
| 44    | 「傳說中的樂譜」               | 法爾賽特/噪音 |

### 主角的家人

#### 北條家
三口之家，音樂世家，雙薪家庭，家世背景是歷代第一女主角中最顯赫的一家。
北條 團
配音：檀臣幸（日本）；陳彥鈞（台灣）；陳廷軒（香港）
的父親。私立亞莉亞學園的音樂老師兼樂隊社顧問。笑容滿面，但對音樂要求很嚴苛，認為無法享受音樂的演奏不能稱為音樂，因而與女兒相處不好。曾於歐洲學樂，經常會跳出德語的字句，還有把音響開太大聲卻不自覺等惹人厭的習慣。
北條 真理亞
配音：雪野五月（日本）；劉如蘋（台灣）；陸惠玲（香港）
的母親，知名小提琴家，正在國外巡迴演出。樣貌美麗，頗受男學生喜愛。

#### 南野家
四口之家，家中經營西式糕點店「幸運湯匙（Lucky Spoon）」。
南野 奏介
配音：大川透（日本）；李景唐（台灣）；劉昭文（香港）
的父親，「幸運湯匙」的店長，勤於開發新商品。
南野 美空
配音：今井由香（日本）；蘇肇樺（台灣）；黃玉娟（香港）
的母親，「幸運湯匙」的店員，夫妻感情特別好。
南野 奏太
配音：小林由美子（日本）；劉如蘋（台灣）；謝潔貞（香港）
奏的弟弟，9歲，就讀加音國小，亞子的同學。會幫忙店裡的生意，經常與姊姊和小音打鬧，很關心孤僻的亞子。

#### 調邊家
小P（P-chan）
小調島／噪音／小P参照。

### 亞莉亞學園
、與艾蓮所就讀的學校，學校名字中的「亞莉亞」源於意大利语的Aria一詞，意思是詠嘆調。
東山聖歌
配音：西野陽子（日本）；劉如蘋（台灣）；吳羨婷（香港）
三年級，甜點社社長，小琴的好友。甜點能力比奏更優秀，有著「甜點公主」的美名。
西島和音
配音：儀武祐子（日本）；蘇肇樺（台灣）；李潤知（香港）
二年級生，等人的同班同學，與小音一樣經常支援各運動社團的打手。
王子正宗
配音：小田久史（日本）；李景唐（台灣）；黃積權（香港）
三年級生，樂隊「王子音樂團」團長，負責小提琴，頗有異性緣。

## 光之美少女的用具
變身魔笛（Cure Module）
光之美少女的變身道具，設計原型為陶笛。
平時也可以裝入音調精靈，吹出具有特殊力量的樂音。
作品後期提及變身魔笛即「傳說中的樂譜」上的高音譜記號，為了完成樂譜，必須取走變身魔笛的力量。因此造成主角們一度無法變身，在噪音完全解除封印後才再次覺醒力量變身。
和必須兩人一起發動才能變身，但艾蓮和亞子可以做到單人變身，劇中並未解釋為何有此差異。
光之美少女的武器
平時儲存在變身魔笛內，須配合音調精靈才能發揮力量。
旋律天使（Cure Melody）為奇蹟指揮棒（Miracle Belltier）
旋律天使專用武器，粉紅色的棒狀造型，有合併、分解、交錯三種模式，每種模式各有一個必殺技
是成對的構造，兩端都可以放入音調精靈，合併模式下只需要放入米利，分解模式與交叉模式則要加上多利
合併模式的必殺技為「光之美少女 音樂圓舞曲」，分解模式為「光之美少女 奇蹟急速奏」，交叉模式則是和節奏天使使出雙人必殺技「光之美少女 音樂迴旋曲 超級四重奏」
節奏天使（Cure Rhythm）為幻想指揮棒（Fantastic Belltier）
節奏天使專用武器，白色的空心愛心造型，中間貫穿把手
大致構造、功能與奇蹟指揮棒相同，改成配合法利和蕾利。
合併模式的必殺技為「光之美少女 音樂迴旋曲」，分解模式為「光之美少女 奇幻隨樂奏」，交錯模式則是和旋律天使使出雙人必殺技「光之美少女 音樂迴旋曲 超級四重奏」
節拍天使（Cure Beat）為愛心吉他（Love Guitar Rod）
節拍天使專用武器，藍色的吉他造型。
平時可配合拉利使用攻擊技「節拍音速箭」與防護罩「節拍防護罩」。
將吉他的主要部份移到另一端可變形為「靈魂魔杖」模式，配合索利發動個人必殺技「光之美少女 心跳搖滾」。
繆思天使（Cure Muse）是直接使用變身魔笛來使出必殺技。
治癒音樂盒（Healing Chest）
大調島傳說中的物品，由克雷仙多負責守護，曾與克雷仙多一起被噪音收進魔響之森，在第29集被光之美少女奪回。

## 電視動畫
日本

- 播放電視台及時間：朝日電視台、逢星期日早上8時30分至9時
- 播放日期：2011年2月6日－2012年1月29日 全48話（原為49話，第6話因為發生311地震而延後播出，並取消其中1話）

台灣
「光之美少女 美樂天使♪」
- 播放電視台及時間：東森幼幼台、逢星期五、六下午5時至5時30分（2013年9月21日起改為星期六下午5時至5時30分），以國語配音播出。
- 播放日期：2013年9月20日－2014年8月9日 全48話（實際為47話，臺灣把日本原版的第1話和第2話合併剪輯為一集播出）

香港
「光之美少女 ：美樂天使」
- 播放電視台及時間：翡翠台、逢星期二、三下午5時20分至5時50分，以粵日雙語播出。
- 播放日期：2014年7月9日－2015年1月6日 全48話

### 製作人員
- 企劃：西出將之（ABC）、三宅將典（ADK）、關弘美
- 製作人：松下洋幸（ABC）、佐佐木禮子（ADK）、梅澤淳稔
- 原作：東堂泉
- 連載：講談社（漫畫：上北雙子）
- 系列構成：大野敏哉
- 音樂：高梨康治
- 製作擔當：額賀康彥
- 美術設計：增田龍太郎
- 色彩設計：佐久間ヨシ子
- 人物設計：高橋晃
- 系列監督：境宗久
- 製作協力：東映
- 製作：ABC、ADK、東映動畫

### 各話標題
| 話數 | 標題（日文原文） | 標題（台灣東森幼幼台翻譯）                | 標題（香港翡翠台翻譯）                 | 劇本     | 分鏡/演出         | 作畫監督                                  | 美術監督      | 日本放送日    | 香港放送日    |
| ---- | ---------------- | ----------------------------------------- | -------------------------------------- | -------- | ----------------- | ----------------------------------------- | ------------- | ------------- | ------------- |
| 1    |                  | 喵噗喵噗～！美樂天使誕生喵♪               | 喵Pu喵Pu 美樂天使誕生 喵               | 大野敏哉 | 境宗久            | 小島彰、山岡直子 山崎展義                 | 增田龍太郎    | 2011年 2月6日 | 2014年 7月9日 |
| 2    |                  | 喵噗喵噗～！美樂天使誕生喵♪               | 慢著，很快就有解散危機了，喵           | 大野敏哉 | 畑野森生          | 永瀨平五郎                                | 須和田真      | 2月13日       | 7月16日       |
| 3    |                  | 鏘鏘～！音討厭音樂喵？                    | 噔噔 阿討厭音樂？喵                    | 米村正二 | 岩井隆央          | ポール・アンニョヌエボ フランシス・カネダ | 齊藤優        | 2月20日       | 7月22日       |
| 4    |                  | 好吃好吃！小琴展現真本事的蛋糕食譜喵♪         | 喵Pu喵Pu，阿琴很有決心，喵               | 伊藤睦美 | 山口祐司 田中裕太 | 伊藤智子                                  | 佐藤千惠      | 2月27日       | 7月23日       |
| 5    |                  | 手忙腳亂！挑戰擔任電視播報員喵♪           | 手忙腳亂，當節目主持的挑戰，喵         | 木瀧りま | 芝田浩樹          | 河野宏之                                  | 田中美紀      | 3月6日        | 7月29日       |
| 6    |                  | 嘮嘮叨叨！在說教中誕生的奇蹟指揮棒喵♪     | 囉囉嗦嗦，教訓催生了旋律魔法棒，喵     | 成田良美 | 小川孝治          | 高橋晃                                    | 戶杉奈津子    | 3月20日       | 7月30日       |
| 7    |                  | 噹噹噹噹～！探索音吉先生的秘密喵♪         | 噠噠噠噠，追查音吉先生的秘密，喵       | 大野敏哉 | 織本牧子          | なまためやすひろ                          | 渡部葉        | 3月27日       | 8月5日        |
| 8    |                  | 恰啷啷！賽蓮的冒牌好友大作戰喵♪           | 唉吔吔，賽蓮的假好朋友大作戰，喵       | 米村正二 | 池田洋子          | 小島彰                                    | 須和田真      | 4月3日        | 8月6日        |
| 9    |                  | 唉啊啊？小琴所欠缺的是什麼喵？                | 呀喵喵，阿琴欠缺什麼呢？喵               | 伊藤睦美 | 山口祐司 廣嶋秀樹 | 山岡直子                                  | 齊藤優        | 4月10日       | 8月12日       |
| 10   |                  | 嗚吼吼～！！小音老師幼稚園大奮戰喵♪           | 哈哈，阿音老師在幼稚園奮鬥，喵           | 大野敏哉 | 畑野森生          | ポール・アンニョヌエボ フランシス・カネダ | 佐藤千惠      | 4月17日       | 8月13日       |
| 11   |                  | 呦呦呦！謎樣美樂天使現身喵！              | 嘩嘩嘩，出現神秘的美樂天使，喵         | 成田良美 | 岩井隆央          | 河野宏之                                  | 田中美紀      | 4月24日       | 8月19日       |
| 12   |                  | 鈴鈴♪請告訴我關於謬思天使的事喵！         | 鈴鈴，告訴我繆司天使的事，喵           | 大野敏哉 | 田中裕太          | 高橋晃                                    | 戶杉奈津子    | 5月1日        | 8月20日       |
| 13   |                  | 哞哞哞！賽蓮跟哈咪的秘密喵♪               | 喵Pu，賽蓮和哈咪的秘密，喵             | 米村正二 | 芝田浩樹          | 上野賢                                    | 田中里綠      | 5月8日        | 8月26日       |
| 14   |                  | 謬思對謬思，誰是本尊喵？                  | 呀嘩嘩～！繆司對繆司，哪個才是真的？喵 | 伊藤睦美 | 小川孝治          | 稻上晃                                    | 須和田真      | 5月15日       | 8月27日       |
| 15   |                  | 心都融化了！小琴的幸運湯匙喵♪                 | 甜蜜蜜，阿琴的幸運湯匙，喵               | 成田良美 | 山口祐司 廣嶋秀樹 | 伊藤智子                                  | 齋藤優        | 5月22日       | 9月2日        |
| 16   |                  | 兵乓！交換住宿才是最好的朋友喵♪           | 就是這樣，調換位置變成最好的朋友，喵   | 大野敏哉 | 池田洋子          | 高橋晃                                    | 佐藤千惠      | 5月29日       | 9月3日        |
| 17   |                  | 嗚嚕嚕！媽媽總是孩子的好伙伴喵♪           | 喵Pu，媽媽任何時候都支持子女，喵       | 米村正二 | 織本牧子          | なまためやすひろ                          | 田中美紀      | 6月5日        | 9月9日        |
| 18   |                  | 呼哇哇！收集音符可不輕鬆喵！              | 嘩嘩，收集音符也不輕鬆的，喵           | 伊藤睦美 | 長峯達也 岩井隆央 | ポール・アンニョヌエボ フランシス・カネダ | 戶杉奈津子    | 6月12日       | 9月10日       |
| 19   |                  | 咕喵咕喵〜！美樂天使不能变身了喵！        | 糟了…變不成美樂天使了，喵              | 成田良美 | 山口祐司 廣嶋秀樹 | 青山充                                    | 渡部葉        | 6月26日       | 9月16日       |
| 20   |                  | 啊〜♪賽蓮最後的作戰計劃喵！               | 呀…賽蓮的最後作戰，喵                  | 大野敏哉 | 畑野森生          | 河野宏之                                  | 須和田真      | 7月3日        | 9月17日       |
| 21   |                  | 噗通！奇蹟的美樂天使誕生喵！              | 嘩，奇蹟的美樂天使誕生，喵             | 大野敏哉 | 小川孝治          | 上野賢                                    | 齋藤優        | 7月10日       | 9月23日       |
| 22   |                  | 啦啦♪心靈的曲調、她的名字叫節拍天使喵！！ | 啦啦 心靈的曲調 她叫節拍天使 喵        | 成田良美 | 芝田浩樹          | 山岡直子                                  | 佐藤千惠      | 7月17日       | 9月24日       |
| 23   |                  | 嘩啦啦！淚水是世界上最小的海洋喵！        | 咑咑，眼淚是世上最小的海，喵           | 米村正二 | 田中裕太          | 高橋晃                                    | 田中美紀      | 7月24日       | 10月7日       |
| 24   |                  | 陽光燦爛！用沙雕哈咪製造友情喵！          | 沙沙 哈咪的沙雕增進友情，喵            | 伊藤睦美 | 山口祐司 廣嶋秀樹 | 青山充                                    | 渡部葉        | 7月31日       | 10月8日       |
| 25   |                  | 陰森森！發現艾蓮的弱點了喵！              | 嗚哇哇 發現艾蓮的弱點了，喵            | 小林雄次 | 門由利子          | なまためやすひろ                          | 戶杉奈津子    | 8月7日        | 10月14日      |
| 26   |                  | 劈哩啪啦♪音調精靈們大冒險喵♪              | 驚險的音調精靈大冒險，喵               | 成田良美 | 黑田成美          | 稻上晃                                    | 須和田真      | 8月14日       | 10月15日      |
| 27   |                  | 滴答滴答！在三十分鐘以內拯救世界喵！      | 很緊急，三十分鐘救世界，喵             | 米村正二 | 織本牧子          | ポール・アンニョヌエボ フランシス・カネダ | 齋藤優        | 8月21日       | 10月21日      |
| 28   |                  | 噗通噗通！艾蓮的學校生活初體驗喵！        | 很緊張！艾蓮第一次過學校生活！喵       | 伊藤睦美 | 池畠博史 岩井隆央 | 伊藤智子                                  | 田中美紀      | 8月28日       | 10月22日      |
| 29   |                  | 緊張刺激！在大調島尋寶喵♪                 | 心怦怦跳，在大調島尋寶，喵             | 小林雄次 | 山口祐司 廣嶋秀樹 | 河野宏之                                  | 佐藤千惠      | 9月4日        | 10月28日      |
| 30   |                  | 哇哦！不可思議的治癒音樂盒喵！            | 哇，自癒音樂盒很神奇，喵               | 成田良美 | 田中裕太          | 上野賢                                    | 戶杉奈津子    | 9月11日       | 10月29日      |
| 31   |                  | one two！美樂天使特訓營提升實力喵！       | 1，2 美樂天使露營提升力量 喵           | 米村正二 | 山口祐司          | 青山充                                    | 齋藤優        | 9月18日       | 11月4日       |
| 32   |                  | 糟了糟了！治癒音樂盒被偷走了喵！          | 糟了…自癒音樂盒被偷了，喵              | 伊藤睦美 | 池畠博史 廣嶋秀樹 | 山岡直子                                  | 須和田真      | 9月25日       | 11月5日       |
| 33   |                  | 呼哇哇！大家的夢想是美樂天使的力量喵！    | 哇哇，大家的夢想是美樂天使的力量，喵   | 小林雄次 | 黑田成美          | なまためやすひろ                          | 齋藤優        | 10月2日       | 11月11日      |
| 34   |                  | 轟隆隆！梅菲斯特來了喵！                  | 咚咚，梅菲斯特出現，喵                 | 成田良美 | 山口祐司 岩井隆央 | 小島彰                                    | 田中美紀      | 10月9日       | 11月12日      |
| 35   |                  | 意外！謬思天使終於脫下面具了喵！          | 揭曉了！繆司摘掉面罩！喵               | 米村正二 | 織本牧子 境宗久   | ポール・アンニョヌエボ フランシス・カネダ | 佐藤千惠      | 10月16日      | 11月18日      |
| 36   |                  | 閃閃發亮！謬思的思念傳達到心中喵！        | 閃一閃，繆司的心意傳入心，喵           | 大野敏哉 | 畑野森生          | 稻上晃                                    | 戶杉奈津子    | 10月23日      | 11月25日      |
| 37   |                  | 開心期待！萬聖節大家一起變身喵！          | 很興奮，大家趁Halloween變身，喵        | 伊藤睦美 | 土田豐            | 伊藤智子                                  | 西田渚 渡部葉 | 10月30日      | 11月26日      |
| 38   |                  | 拍拍翅膀♪不可思議的相遇是新的開始喵！     | 啪啪啪，奇怪的相遇引發新序曲，喵       | 小林雄次 | 田中裕太          | 河野宏之                                  | 須和田真      | 11月13日      | 12月2日       |
| 39   |                  | 哎呀！所有音符都消失了喵！                | 糟了，音符全部消失了，喵               | 成田良美 | 門由利子          | 上野賢                                    | 齊藤優        | 11月20日      | 12月3日       |
| 40   |                  | 嚕嚕嚕〜！雨聲是女神的曲調喵！            | Lu…雨聲是女神的曲調，喵                | 米村正二 | 山口祐司 廣嶋秀樹 | 山岡直子                                  | 田中美紀      | 11月27日      | 12月9日       |
| 41   |                  | 法法〜♪最後的音符絕不會交給你喵！         | FaFa，最後一個音符不給你，喵           | 大野敏哉 | 黑田成美          | なまためやすひろ                          | 佐藤千惠      | 12月4日       | 12月10日      |
| 42   |                  | 嗶控嗶控！被鎖定的變身魔笛喵！            | 要小心，變身魔笛成為目標，喵           | 小林雄次 | 地岡公俊 岩井隆央 | ポール・アンニョヌエボ フランシス・カネダ | 戶杉奈津子    | 12月11日      | 12月16日      |
| 43   |                  | 低聲啜泣…… 不幸的旋律完成了喵！           | 糟了，不幸旋律完成了，喵               | 米村正二 | 畑野森生 廣嶋秀樹 | 小島彰                                    | 西田渚 渡部葉 | 12月18日      | 12月17日      |
| 44   |                  | Do Re Ra Do〜♪神聖之夜誕生的奇蹟喵！      | Do Re La Do，在神聖的夜晚出現奇蹟，喵  | 成田良美 | 山口祐司 三塚雅人 | 稻上晃                                    | 須和田真      | 12月25日      | 12月23日      |
| 45   |                  | 不可以♪不能讓噪音為所欲為喵！             | 沒商量，不會讓噪音亂來，喵             | 小林雄次 | 土田豐            | 伊藤智子                                  | 齋藤優        | 2012年 1月8日 | 12月24日      |
| 46   |                  | 奮力一搏！美樂天使的最後之戰喵！          | 厲害！美樂天使最後的戰鬥，喵           | 成田良美 | 地岡公俊 岩井隆央 | 上野賢                                    | 田中美紀      | 1月15日       | 12月30日      |
| 47   |                  | 一線光亮！大家一起演奏希望的交響曲喵！    | 厲害！一起演奏希望的組曲，喵           | 大野敏哉 | 田中裕太          | 河野宏之                                  | 田中美紀      | 1月22日       | 12月31日      |
| 48   |                  | 啦啦啦～♪響徹世界，幸福的旋律喵！         | 啦啦，幸福旋律響遍世界，喵             | 大野敏哉 | 境宗久            | 高橋晃                                    | 戶杉奈津子    | 1月29日       | 2015年 1月6日 |

### 主題曲
片頭曲
（第1話－第23話）
作詞：六ツ見純代／作曲：marhy／編曲：久保田光太郎／歌：工藤真由
特別版
第5話至第8話片頭曲有使用到「光之美少女 All Stars DX3 傳達到未來！連結世界☆彩虹之花！」的部分畫面。
（第24話－第48話）
作詞：六ツ見純代／作曲：marhy／編曲：久保田光太郎／歌：工藤真由
特別版
第36話至第40話片頭曲有使用到「電影 Suite 光之美少女♪ 奪取回來！連結心中的奇蹟旋律♪」的部分畫面。
香港片頭曲「唱吧！美樂天使」
作詞：天旋／作曲：marhy／編曲：久保田光太郎／歌：糖妹
片尾曲
（第1話－第23話）
作詞：六之見純代／作曲：高取秀明／編曲：籠島裕昌／歌：池田彩
（第24話－第48話）
作詞：六之見純代／作曲：山崎燿／編曲：Mine-Chang／歌：池田彩
台灣片尾曲
作曲：高取秀明／編曲：籠島裕昌／歌：彩虹姐姐、夏宇童
- 本作在片尾曲繼續採用全3D結尾動畫。並由搞笑藝人前田健（日语：前田健 (タレント)）擔任故事中跳舞的創作和動作作為片尾曲的舞蹈。

### 播放電視台
| 播放電視台     | 播放日期                     | 播放時間             | 所屬聯播網 | 備註      |
| -------------- | ---------------------------- | -------------------- | ---------- | --------- |
| 朝日放送       | 2011年2月6日 - 2012年1月29日 | 星期日 8:30 - 9:00   | 朝日電視網 | 同時      |
| 朝日電視台     | 2011年2月6日 - 2012年1月29日 | 星期日 8:30 - 9:00   | 朝日電視網 | 同時      |
| 名古屋電視台   | 2011年2月6日 - 2012年1月29日 | 星期日 8:30 - 9:00   | 朝日電視網 | 同時      |
| 愛媛朝日電視台 | 2011年2月6日 - 2012年1月29日 | 星期日 8:30 - 9:00   | 朝日電視網 | 同時      |
| 瀨戶內海放送   | 2011年2月6日 - 2012年1月29日 | 星期日 8:30 - 9:00   | 朝日電視網 | 同時      |
| 山陰放送       | 2011年2月12日 - 2012年2月4日 | 星期六 11:15 - 11:45 | 日本新聞網 | 延遲6日   |
| 宮崎放送       | 2011年7月19日 - 2012年7月3日 | 星期二 15:30 - 16:00 | 日本新聞網 | 延遲149日 |

| 台灣 東森幼幼台 星期五、六 17:00-17:30節目 2013年9月21日起改為星期六17:00-17:30 | 台灣 東森幼幼台 星期五、六 17:00-17:30節目 2013年9月21日起改為星期六17:00-17:30 | 台灣 東森幼幼台 星期五、六 17:00-17:30節目 2013年9月21日起改為星期六17:00-17:30 |
| ------------------------------------------------------------------------------- | ------------------------------------------------------------------------------- | ------------------------------------------------------------------------------- |
|                                                                                 | 光之美少女 美樂天使 （2013年9月20日－2014年8月9日）                             |                                                                                 |
| 海綿寶寶 重播                                                                   | Smile!光之美少女                                                                |                                                                                 |

| 香港 無綫電視翡翠台 星期二、三 17:20-17:50節目 2014年7月15日、9月30日、10月1日、11月19日臨時節目調動停播 2014年10月7日臨時節目調動 17:25-18:20 2014年10月8日臨時節目調動 17:20-18:15 2014年10月14日、10月15日臨時節目調動 17:20-18:00 | 香港 無綫電視翡翠台 星期二、三 17:20-17:50節目 2014年7月15日、9月30日、10月1日、11月19日臨時節目調動停播 2014年10月7日臨時節目調動 17:25-18:20 2014年10月8日臨時節目調動 17:20-18:15 2014年10月14日、10月15日臨時節目調動 17:20-18:00 | 香港 無綫電視翡翠台 星期二、三 17:20-17:50節目 2014年7月15日、9月30日、10月1日、11月19日臨時節目調動停播 2014年10月7日臨時節目調動 17:25-18:20 2014年10月8日臨時節目調動 17:20-18:15 2014年10月14日、10月15日臨時節目調動 17:20-18:00 |
| --- | --- | --- |
| | 光之美少女：美樂天使 （2014年7月9日－2015年1月6日） | |
| 星夢學園 第1部 | 星夢學園II 第2部 | |
| 香港 無綫電視翡翠台 星期一至五 16:15－16:45 節目 | | |
| 寶石寵物IV 重播 | 光之美少女：美樂天使 重播 （2017年6月22日－8月28日） | 星夢學園II 第2部，重播 |

## 劇場版

### 電影 Suite 光之美少女♪ 奪取回來！連結心中的奇蹟旋律♪
- 日本上映日期：2011年10月29日

受2011年日本東北地方太平洋近海地震影響，劇場版的部分場面被修改；策劃曾面對嚴峻考驗。及後東映動畫於編劇建議下，決定於本年度暫時捨棄單體劇場版力推獨有延伸世界觀和知名人士聲演限定角色的傳統，改為透過緊扣電視動畫本篇的故事，方便動畫師套用已熟知的作畫和美術風格去快速完成製作。
為極少數故事內容與電視動畫有相關性的劇場版動畫，但部分情節與第37話有衝突。

#### 故事簡介
電視動畫第36集後，梅菲斯特親自向光之美少女們道謝，亞子也因為目的達成而打算回去大調島。此時，愛芙羅黛蒂突然下達了在整個大調島內禁止音樂的命令，導致大調島陷入死寂，眾人前往調查後得知這一切的幕後主謀者便是偷偷寄生在愛芙羅黛蒂體內控制她的惡魔——咆哮。
為了救出愛芙羅黛蒂，讓大調島恢復生機，光之美少女們與咆哮一夥人展開了激烈的戰鬥……

#### 登場人物
鈴（Suzu）
配音：南央美（日本）
大調島居民，亞子以前的同學。
咆哮（Howling）
配音：玄田哲章（日本）
電影版反派，為噪音復活鋪路，寄生在愛芙羅黛蒂的體內並控制她，並率領大調三重唱，妄圖以此毀滅世界上所有音樂。最後被四位光之美少女淨化消滅。
大調三重唱（Trio de Major）
夏普（Sharp）
配音：远近孝一（日本）
其真身形象源自於《西遊记》中的「孫悟空」，名字原意為英語「記號」。
- Mega Fire

耐彻爾（Natural）
配音：金丸淳一（日本）
其真身形象源自於《西遊记》中的「沙悟凈」，名字原意為英語「記號」。
- Tera Ball

弗莱特（Flat）
配音：真殿光昭（日本）
其真身形象源自於《西遊记》中的「豬八戒」，名字原意為英語「記號」。
- Giga Thunder

以上三人最終被光之美少女淨化消滅。

#### 主題曲
片頭曲
作詞：六ツ見純代／作曲：marhy／編曲：久保田光太郎／歌：工藤真由
片尾曲
作詞：六ツ見純代／作曲：山崎燿／編曲：Mine Chang／歌：池田彩
插入曲
作詞：Remi／作曲、編曲：高梨康治／歌：Remi

### All Stars 系列電影
主條目：All Stars 系列電影
- All Stars DX3上映於本作播出時，因此以本作故事初期設定為準。

光之美少女 All Stars DX3 傳達到未來！連結世界☆彩虹之花！
光之美少女 All Stars New Stage 未來的朋友
光之美少女 All Stars New Stage2 心之朋友
光之美少女 All Stars New Stage3 永遠的朋友
光之美少女 All Stars 春之嘉年華♪
光之美少女 All Stars 大家歌唱吧♪奇蹟的魔法！
HUG！光之美少女♡光之美少女 All Stars Memories
光之美少女 All Stars F

## 外部連結
- （日語）光之美少女：美樂天使（ABC）（页面存档备份，存于）
- （日語）光之美少女：美樂天使（東映動畫）（页面存档备份，存于）
- （日語）電影 光之美少女：美樂天使 奪取回來！連結心中的奇蹟旋律♪（東映動畫）（页面存档备份，存于）